# Henrik af Sønderjylland
Henrik (d. 1375) var hertug af Sønderjylland, søn af hertug Valdemar V og dennes gemalinde Richardis af Sachsen-Lauenburg. 
Da faderen døde 1364, sad Holstenerne inde med Syd- og størstedelen af Mellemslesvig indtil Flensborg, så Henrik kun havde den nordlige halvdel af hertugdømmet, af hvilken tilmed Als samt 5 herreder på fastlandet tilhørte hans mor som livgeding, ligesom store dele af Landet var pantsatte til tyske eller sønderjydske
adelsmænd. 
Henrik synes at have været en svag og uselvstændig karakter, lidet skikket til at hævde den vanskelige stilling, han indtog, indeklemt mellem dygtige og energiske fjender, de holstenske grever og Valdemar Atterdag. Han sluttede sig 1368 til Valdemars fjender og deltog sammen med greverne og de oprørske stormænd i kampene i Jylland uden dog at spille nogen nævneværdig rolle. 
Efter at han ved freden i Flensborg (1373) havde forliget sig med kongen, gav han sig ganske denne i vold. Hans mor udnævnte samme år Valdemar Atterdag til sin værge; på et Danehof i Nyborg (1374) overdrog Henrik ham indløsningsretten til Gottorp Slot med Sydslesvig, og nægtede greverne end at modtage pantesummen af kongen, fik dog denne hurtig en mængde af de mindre panthavere udløst. 
I eftersommeren 1375 døde hertugen, og kort tid efter fulgte Valdemar Atterdag ham i graven. Med Henrik uddøde den ældre fra Abel stammende hertuglinie, der siden 1232 havde hersket i Sønderjylland; hans enke, Kunigunde, drog til Danmark, hvor hun døde, måske 1385, og begravedes i Sorø Kirke. 